# Upplands runinskrifter 236
Upplands runinskrifter 236 är en runsten vid Lindö-Gullbron i Vallentuna socken och Vallentuna härad i Uppland.
Norr om Vallentunasjön har det en gång funnits en omtalad bro som på grund av sin ståtliga skapelse fick heta "Guldbron". Intill låg "häradtz Rätte platz", således häradets tingsplats. Genom äldre kartor och antikvariska uppgifter från 1600-talet har man fått en god kännedom om hur bron sett ut; dess längd var 165 "mannasteg" och bredden fem och båda sidorna var kantade med runstenar. Av dessa fyra runstenar återstår nu endast tre och samtliga är ristade av Visäte.Förutom U 236 markerade U 237 och U 238 Gullbron vid Lindönäs, några kilometer väster om Vallentuna och längs landsvägen till Upplands Väsby.
Stenen som varit en av brostenarna är av ljusgrå granit och ornamentiken går i Urnesstil: Pr3. Ovanför ormens huvud bildar svanstippen en knut och där smyger den vidare in i symbolen av ett kristet kors. Den från runor översatta inskriften på U 236 lyder enligt den nusvenska versionen nedan:

## Inskriften
Runskrift (yngre futhark):
' ᚢᛚᚠᛋ ᛅᚱᚠᛅᚱ ' ᛁ ᛚᛁᚾᛐᛂᚢ ' ᛚᛅᛐᛅ ' ᚱᛅᛁᛌᛅ ' ᚦᛁᛌᛅ ' ᛌᛐᛅᛁᚾᛅ ' ᛂᚠᛐᛦ ' ᚠᛅᚦᚢᚱ ' ᛌᛁᚾ ' ᚢᚴ ' ᛒᚱᚬᚦᚢᚱ ' ᚢᚴ ' ᛒᚱᚢ ' ᚴᛅᚱᚦᚢ × ᚢᛁᛌᛂᛐᛁ ᚼᛁᚢᚴ
Translitterering av runraden:
' ulfs arfar ' i linteu ' lata ' raisa ' þisa ' staina ' eftR ' faþur ' sin ' uk ' broþur ' uk ' bru ' karþu × uiseti hiuk
Normalisering till runsvenska:
Ulfs arfaR i Lindøy lata ræisa þessa stæina æftiR faður sinn ok broður ok bro gærðu. Viseti hiogg.
Översättning till nusvenska:
Ulvs arvingar i Lindö låta resa dessa stenar efter sin fader och broder och gjorde bron. Visäte högg.